# Hypersonic Missiles (singolo)
Hypersonic Missiles è un singolo del musicista britannico Sam Fender, pubblicato il 5 marzo 2019 come primo estratto dal primo album in studio omonimo.

## Video musicale
Il video musicale è stato diretto da Vincent Haycock.

## Tracce
1. Hypersonic Missiles – 3:57